# Tres pieles de zorro (jeroglífico)
| F31 |

| F31 |

El jeroglífico Tres pieles de zorro de la antigua escritura egipcia de los jeroglíficos figura con el n° F31 en la Lista de signos de Gardiner dada su forma de tres pieles de zorro atadas en su extremo superior (lo que las muestra en caída). Es un signo bilítero que se corresponde con el fonema ms.

## Usos
El jeroglífico egipcio tres pieles de zorro tiene su origen en las primeras dinastías del Antiguo Egipto, y puede ser encontrado en variados usos. En la Piedra de Palermo, por ejemplo, se lo encuentra, sobre todo, como creación o inauguración de eventos. El jeroglífico es usado como nacimiento, y otras significaciones relacionadas, a saber: traer al frente, mostrar, moda, crear, etc.
|                                                                                                   |
| Uso del jeroglífico en la Piedra de Palermo (mitad de columna, arriba al centro, registro de año) |

|                                |
| Relieve de un templo en Luxor. |